# Bezpečné místo
Bezpečné místo (v anglickém originále A Safe Place) je americký dramatický film z roku 1971. Režisérem filmu je Henry Jaglom. Hlavní role ve filmu ztvárnili Tuesday Weld, Orson Welles, Jack Nicholson, Philip Proctor a Gwen Welles. 

## Obsazení
| Tuesday Weld      | Susan/Noah        |
| Orson Welles      | kouzelník         |
| Jack Nicholson    | Mitch             |
| Philip Proctor    | Fred              |
| Gwen Welles       | Bari              |
| Roger Garrett     | Noahův přítel     |
| Francesca Hilton  | Noahova kamarádka |
| Richard Finocchio | Noahův přítel     |